# Jappeloup
Jappeloup é um filme de drama franco-canadense de 2013 dirigido por Christian Duguay. Baseado em fatos reais, o longa-metragem conta a história do saltador olímpico Pierre Durand e seu cavalo Jappeloup de Luze.

## Sinopse
Um jovem advogado abandona sua carreira para competir junto com Jappeloup, um cavalo sem muito talento em competições de salto. A glória e a vitória chegarão, mas o caminho está cheio de obstáculos. O amor entre ambos é fundamental.

## Elenco
- Guillaume Canet ... Pierre Durand
- Marina Hands ... Nadia Durand
- Daniel Auteuil ... Serge Durand
- Lou de Laâge ... Raphaëlle Dalio
- Tchéky Karyo ... Marcel Rozier
- Jacques Higelin  ... Henry Dalio
- Marie Bunel  ... Arlette Durand
- Joel Dupuch  ... Francis Lebail
- Frederic Epaud  ...  Patrick Caron
- Jeffrey Noël ... Gilles
- Arnaud Henriet  ... Frédéric Cottier
- Donald Sutherland ... John Lester
- Luc Bernard ... comentarista esportivo
- Jean Rochefort ... Ele mesmo
- Sonia Ben Ammar  ... Raphaëlle jovem

## Recepção
O filme foi exibido no festival de cinema COLCOA em Los Angeles, Califórnia, em 2013. O The Hollywood Reporter escreveu que o filme oferece "uma mistura bastante clássica de acrobacias e sentimentos antes de galopar para seu emocionante final equino".
Pelo filme, Lou de Laâge recebeu sua primeira nomeação ao César de melhor atriz revelação.